# Михайлів Леонід Дмитрович
Леоні́д Дми́трович Миха́йлов (Миха́йлів) (1884 — р. с. невід.) — український громадський і політичний діяч, дипломат, член Української соціал-демократичної робітничої партії.
14 серпня 1917 — 18 березня 1918 — товариш (заступник) генерального секретаря (народного міністра) праці в урядах В.Винниченка і В. Голубовича, 19 березня — 29 квітня 1918 — керуючий міністерством праці УНР; 26 грудня 1918 — 11 лютого 1919 — в. о. міністра праці в уряді В. Чехівського. Восени 1919–1920 — радник, заступник голови Надзвичайної дипломатичної місії УНР в Польщі, виступав речником курсу С. Петлюри за воєнно-політичний союз із Польщею й брав активну участь у виробленні Варшавського договору 1920; 1921—22 — голова дипломатичної місії УНР у Варшаві.
Від 1922 працював у луцькому Українбанку, 1939 репресований, подальша доля невідома.